# Jan Maron
Święty Jan Maron (arab. ‏يوحنا مارون‎, Yūḥannā Mārūn, łac. Ioannes Maronus; ur. 628 w Sarmin, zm. 707 w Kafr Hajj) – syryjski mnich, pierwszy maronicki patriarcha Antiochii. Uznawany za świętego zarówno w Kościele maronickim, jak i rzymskokatolickim. Jego wspomnienie przypada na 2 marca. Zmarł i został pochowany w Kafr Hajj niedaleko Al-Batrun w Libanie.

## Wczesne lata
Jan urodził się w Sarmin, mieście położonym na południe od Antiochii. Był synem Agatona i Anohamii. Nosił przydomek Sarumita, ponieważ jego ojciec był rządcą miasta Sarum. Jego dziadek ze strony ojca, książę Alidipas był siostrzeńcem Karlomana, króla frankijskiego i rządcą Antiochii. Jan kształcił się w Antiochii i klasztorze św. Marona, studiując matematykę, nauki ścisłe, filozofię, teologię, filologię i święte pisma. Został mnichem w klasztorze, dodając do swojego imienia imię Maron, po świętym Maronie.
Jan Maron studiował grekę i patrologię w Konstantynopolu. Był autorem pism na różnorodne tematy, takie jak nauczanie, retoryka, sakramenty, zarządzanie własnością Kościoła, techniki legislacyjne i liturgia. Ułożył modlitwę eucharystyczną, która wciąż nosi jego imię i jest używana w liturgii Kościoła maronickiego. Jako młody kapłan, Jan Maron angażował się w debaty z monofizytami. Znany jako nauczyciel i kaznodzieja, wyjaśniał doktrynę Soboru chalcedońskiego (który koncentrował się na podwójnej naturze Jezusa jako Boga i człowieka), napisał serię listów do wiernych przeciwko monoteletyzmowi, które przyjęli Beit-Marun, a następnie podróżował po Syrii, aby walczyć z herezjami.

## Pierwszy patriarcha maronicki
Patriarcha Antiochii, Anastazjusz II, zginął w 609 roku. W związku z trwającą wojną bizantyjsko-sasanidzką i powszechnymi niepokojami na tym obszarze, Konstantynopol zaczął mianować szereg tytularnych patriarchów. Źródła maronitów podają datę wyboru Jana Marona na patriarchę Antiochii i całego Wschodu na 685 r. Syryjski mnich otrzymał aprobatę papieża Sergiusza I i został pierwszym maronickim patriarchą.